# 菅原佳子
菅原 佳子（すがわら けいこ）は日本の女優。現在はフリーで活動中。

## 出演

### 劇場映画
- どんずまり便器（2011年）小栗はるひ監督（カナ役）
- 夜、逃げる（2016年） - 主演・加奈子 役[1]

### テレビ
- テレビ東京 水曜ミステリー9「信州あづみ野の名刑事 道原伝吉の捜査行」（2012年）佐々木浩久監督（菩薩の女役）

### 自主映画
- 主な主演出演作（YouTube等にて確認ができる作品を列記）
  - 「nico」（2012年）今泉力哉監督（MOOSIC LAB 2012東京審査員グランプリ）
  - 「ウォーク・アンド・スウイングスルー」（2012年）ワタナベカズキ監督（2012年田辺弁慶映画祭入選）
  - 「ダムライフ」（2011年）北川仁監督（2011年ぴあフィルムフェスティバルグランプリ）
  - 「あれからとここからと」（2011年）平方圭二郎監督（2011PFF一次審査通過）
  - 「公 公夫」（2011年）伊藤博大監督（2011PFF一次審査通過）
  - 「手と目」（2011年）高松昌平監督（知多半島映画祭入選）
  - 「うさぎくんとアリサ」（2010年）平野朝美監督（ALF自主制作映画祭2010入選）
  - 「タアイ」（2010年）石澤舞監督（2011年小田原映画祭入選）
  - 「ポストガール」（2010年）北川仁監督（2010年ぴあフィルムフェスティバル入選）

### PV
- 百々和宏 『ながいおわかれ』（2012年）

### 舞台
- ロ字ック「退カヌコビヌカエリミヌヌ」（2013年11月2日〜10日　全14公演　サンモールスタジオ）吉田役　（脚本・演出　山田佳奈）